# Cudne manowce
Cudne manowce – dwupłytowa antologia nagrań koncertowych zespołu Stare Dobre Małżeństwo wydana w 2000.
Ten dwupłytowy zestaw Pomaton EMI wydało na płytach CD i kasetach magnetofonowych. Rejestracji całości w postaci cyfrowej, mastering przeprowadzono w Studio Buffo.
W 2002 Cudne manowce zdobyły status platynowej płyty.

## Muzycy
nagrania z koncertu zespołu w Teatrze Buffo – 23 maja 1999. W koncercie tym udział wzięli: 
- Wojciech Czemplik – skrzypce, mandolina, śpiew
- Krzysztof Myszkowski – śpiew, gitara, harmonijka ustna
- Adam Ziemianin – głos, śpiew
- Roman Ziobro – gitara basowa
- Ryszard Żarowski – gitary, śpiew, tamburyn

## Lista utworów
| #   | Tytuł                                | Autorzy                                                 | Czas |
| --- | ------------------------------------ | ------------------------------------------------------- | ---- |
| 1.  | Pieśń na wejście                     | muz. Krzysztof Myszkowski, sł. Edward Stachura          | 2:56 |
| 2.  | Jak                                  | muz. Krzysztof Myszkowski, sł. Edward Stachura          | 3:58 |
| 3.  | Jest już za późno, nie jest za późno | muz. Krzysztof Myszkowski, sł. Edward Stachura          | 3:51 |
| 4.  | Obudź się                            | muz. Krzysztof Myszkowski, sł. Adam Ziemianin           | 2:51 |
| 5.  | Makatka z aniołem                    | muz. Krzysztof Myszkowski, sł. Adam Ziemianin           | 2:29 |
| 6.  | Kim właściwie była ta piękna pani?   | muz. Krzysztof Myszkowski, sł. Edward Stachura          | 4:20 |
| 7.  | Opadły mgły, wstaje nowy dzień       | muz. Krzysztof Myszkowski, sł. Edward Stachura          | 5:23 |
| 8.  | Piosenka dla robotnika rannej zmiany | muz. Krzysztof Myszkowski, sł. Edward Stachura          | 2:47 |
| 9.  | Metamorfoza                          | muz. Krzysztof Myszkowski, sł. Edward Stachura          | 3:30 |
| 10. | Bieszczadzkie anioły                 | muz. Krzysztof Myszkowski, sł. Adam Ziemianin           | 4:54 |
| 11. | Pożegnanie                           | muz. Krzysztof Myszkowski, sł. Piotr Bakal              | 2:47 |
| 12. | Blues dla Małej                      | muz. Krzysztof Myszkowski, sł. Adam Ziemianin           | 4:25 |
| 13. | Poeta z Galicji                      | Adam Ziemianin                                          | 4:31 |
| 14. | Piosenka dla Wojtka Bellona          | muz. Krzysztof Myszkowski, sł. Aleksandra Kiełb-Szawuła | 5:04 |
| 15. | Czarny blues o czwartej nad ranem    | muz. Krzysztof Myszkowski, sł. Adam Ziemianin           | 3:57 |
| 16. | Nie brookliński most                 | muz. Krzysztof Myszkowski, sł. Edward Stachura          | 5:13 |
| 17. | Sanctus                              | muz. Krzysztof Myszkowski, sł. Edward Stachura          | 2:33 |
| 18. | Nie rozdziobią nas kruki             | muz. Krzysztof Myszkowski, sł. Edward Stachura          | 3:14 |
| 19. | U studni                             | muz. Krzysztof Myszkowski, sł. Adam Ziemianin           | 4:49 |

## Muzycy
Na drugiej płycie zebrano nagrania z archiwum zespołu (2 – 6 z 1986; 14 z 1990, 15 z 1993), archiwum Krzysztofa Myszkowskiego (16 z 1995), Studenckiego Radia „Żak” w Łodzi (7 – 12), Rozgłośni Polskiego Radia w Łodzi (13) oraz taśmoteki Pawła Szeromskiego (1). W nagraniach zamieszczonych na płycie drugiej udział brali:
- Wojciech Czemplik – skrzypce, mandolina, śpiew
- Krzysztof Myszkowski – śpiew, gitara, harmonijka ustna
- Roman Ziobro – gitara basowa, kontrabas, fortepian
- Ryszard Żarowski – gitary, śpiew

oraz
- Aleksandra Kiełb – śpiew (2 – 7, 9, 11, 12), flet (12)
- Grzegorz Sieradzan – gitara (7, 9 – 12), śpiew (3, 6, 7)
- Jarosław Nadstawny – gitara (14)
- Sławomir Plota – gitara (2 – 6), śpiew (2, 3, 6)
- Wojciech Kurkowski – instrumenty klawiszowe (15)
- Zbigniew Piasecki – instrumenty klawiszowe (8)

## Lista utworów
| #   | Tytuł                                | Autorzy                                                 | Czas |
| --- | ------------------------------------ | ------------------------------------------------------- | ---- |
| 1.  |                                      | Wojciech Bellon o zespole SDM                           | 1:46 |
| 2.  | Wędrówką jest życie człowieka        | muz. Krzysztof Myszkowski, sł. Edward Stachura          | 4:44 |
| 3.  | Jak                                  | muz. Krzysztof Myszkowski, sł. Edward Stachura          | 3:18 |
| 4.  | Nasz słony rachunek                  | muz. Krzysztof Myszkowski, sł. Adam Ziemianin           | 2:29 |
| 5.  | Noc albo oczekiwanie na śniadanie    | muz. Krzysztof Myszkowski, sł. Edward Stachura          | 2:23 |
| 6.  | Pieśń na wyjście                     | muz. Krzysztof Myszkowski, sł. Edward Stachura          | 2:40 |
| 7.  | W zakątku cmentarza                  | muz. Krzysztof Myszkowski, sł. Bolesław Leśmian         | 3:48 |
| 8.  | Boże, pełen w Niebie chwały          | muz. Krzysztof Myszkowski, sł. Bolesław Leśmian         | 1:26 |
| 9.  | Modlitwa o śmiech                    | muz. Krzysztof Myszkowski, sł. Adam Ziemianin           | 1:56 |
| 10. | Czekanie na wiosnę                   | muz. Krzysztof Myszkowski, sł. Aleksandra Kiełb-Szawuła | 1:44 |
| 11. | Człowiek człowiekowi                 | muz. Krzysztof Myszkowski, sł. Edward Stachura          | 1:55 |
| 12. | Błogo bardzo sławił będę ten dzień   | muz. Krzysztof Myszkowski, sł. Edward Stachura          | 2:04 |
| 13. | Gloria                               | muz. Krzysztof Myszkowski, sł. Edward Stachura          | 4:25 |
| 14. | Zmierzch                             | muz. Krzysztof Myszkowski, sł. Piotr Bakal              | 4:33 |
| 15. | Czas płynie i zabija rany            | muz. Krzysztof Myszkowski, sł. Edward Stachura          | 3:31 |
| 16. | Zbieg okoliczności łagodzących       | muz. Krzysztof Myszkowski, sł. Adam Ziemianin           | 2:42 |
| 17. | Czarny blues o czwartej nad ranem .. | muz. Krzysztof Myszkowski, sł. Adam Ziemianin           | 3:46 |
| 18. | Walc nad Missisipi                   | muz. Krzysztof Myszkowski, sł. Edward Stachura          | 3:22 |
| 19. | Majka                                | muz. i sł. lud.                                         | 5:38 |
| 20. | Śląski blues                         | muz. i sł. lud.                                         | 4:37 |
| 21. | Z nim będziesz szczęśliwsza          | muz. Krzysztof Myszkowski, sł. Edward Stachura          | 6:11 |

## Informacje uzupełniające
- Redakcja albumu – Krzysztof Myszkowski
- Rejestracja, miksowanie, montaż cyfrowy, mastering – Jarosław Regulski (płyta pierwsza)
- Montaż cyfrowy, mastering – Jarosław Regulski (płyta druga)
- Projekt graficzny okładki – Krzysztof Koszewski
- Tekst (omówienie) na okładce – Adam Ziemianin